# Pedro de Ávila y Zúñiga
Pedro de Ávila y Zúñiga (Villafranca de la Sierra, 1492-Ávila, 1567), I marqués de las Navas, III conde del Risco, señor de Villafranca, alférez mayor de Ávila, contador mayor de Castilla, mayordomo mayor del rey Felipe II, embajador en Inglaterra y embajador extraordinario.
El linaje de Ávila con el tiempo transformó por contracción su apellido en Dávila.

## Familia

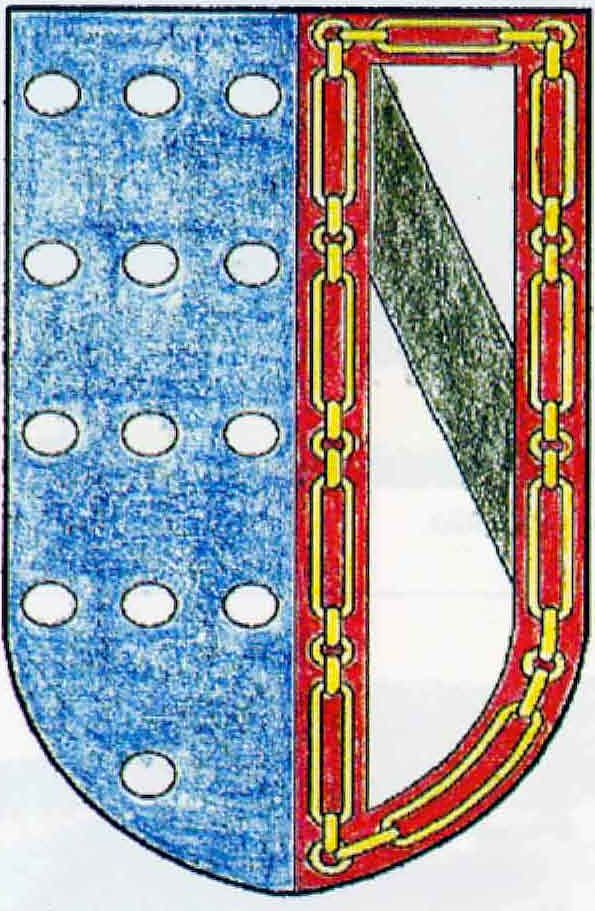
Armas de Pedro de Ávila y Zúñiga

Era hijo de Esteban de Ávila y Álvarez de Toledo, II conde del Risco, señor de Villafranca de la Sierra, y de su esposa Elvira de Zúñiga y Guzmán, hija de Pedro de Zúñiga y Manrique de Lara, IV conde de Plasencia, y de su esposa Teresa de Guzmán. Su hermano menor Luis, marqués consorte de Mirabel, fue cronista de las guerras del emperador, de quien gozaba su plena confianza. Pedro a la muerte de su padre en 1504 heredó título y estados y fue III conde del Risco, señor de Villafranca de la Sierra. 
Pedro se casó en 1524 con María Enríquez de Córdova, hija de Pedro Fernández de Córdova y Pacheco, alguacil mayor de Córdova, I marqués de Priego (título póstumo), y de su esposa Elvira Enríquez de Luna. Tuvieron en su matrimonio cuatro hijos y tres hijas:
- Pedro Dávila y Córdoba (m. 1579), heredó sus títulos y estados y se casó con Jerónima Enríquez de Guzmán;[1]
- Mariana de Córdoba y Dávila, casó con Fadrique Enríquez de Ribera y Portocarrero, I marqués de Villanueva del Río.[1]
- Alonso de Zúñiga Dávila y Córdoba (1590-1650), comendador mayor de la Orden de Calatrava. embajador en Francia, gentilhombre de cámara del rey Felipe III de Castilla, y del consejo de estado y de guerra del rey Felipe IV de España. Se casó con su prima hermana Jerónima de Zúñiga y Ávila, III marquesa de Mirabel y señora de Berantevilla, hija de su tío Luis Dávila y Zúñiga y de su esposa María de Zúñiga Manuel y Sotomayor, II marquesa de Mirabel y señora de Berantevilla;[1]
- María Ana Dávila y Córdoba, casada con Juan Alonso de Bracamonte y Guzmán, V señor de Peñaranda de Bracamonte;[1]
- Jerónima Dávila y Córdoba, casa con Antonio de Toledo y Lima el Ciego, III señor de la Horcaiada y IV señor de Bohoyo;[1]
- Juan, caballero de la Orden de San Juan de Jerusalén;[1]
- Diego, abad mayor de Alcalá la Real.[1]

## Al servicio de Carlos V, emperador del Sacro Imperio
El emperador Carlos V lo nombró contador mayor de Castilla en 1528. El Consejo de Hacienda estaba al cargo de los contadores mayores y bajo ellos de los contadores menores. Los contadores fueron los funcionarios mejor pagados de la Corona de Castilla.
Participó en el cortejo que acompañó al emperador Carlos V a su coronación en Boloña. Se embarcaron en Barcelona en la escuadra que los llevó a Génova, donde desembarcaron el 12 de agosto de 1529. El papa Clemente VII coronó al emperador del Sacro Imperio Carlos V en la iglesia de San Petronio de Boloña el 24 de febrero de 1530.
Carlos V le concedió el título de marqués de las Navas por real cédula expedida en Monzón el 30 de noviembre de 1533.

## Al servicio del rey Felipe II
El príncipe Felipe II, siguiendo lo dispuesto por su padre Carlos V, inauguró el 15 de agosto de 1548 la instalación de la corte de Madrid al estilo de Borgoña. Felipe II nombró como sus mayordomos a Pedro de Ávila y Zúñiga, I marqués de las Navas; y a Pedro de Guzmán y Zúñiga, I conde de Olivares.
Pedro fue uno de los participantes en la numerosa comitiva de nobles, que acompañaron al príncipe Felipe en su viaje de presentación a los Países Bajos. Salieron de España en el otoño de 1548, visitaron Italia y en Bruselas fueron recibidos por el emperador Carlos V y por María, hermana del emperador y regente de los Países Bajos. Residieron varios meses allí, visitando las provincias, participando en festejos, torneos y bailes. Felipe recibió el homenaje como heredero de los estados del emperador. Felipe y su comitiva regresó a España, desembarcando en Barcelona el 12 de julio de 1551.
Con motivo de las crisis económica imperial de 1552, contribuyó la alta nobleza con préstamos a la Corona de Castilla. Pedro de Ávila y Zúñiga, uno de los 44 contribuyentes de la alta nobleza, aportó 5.000 Ducados. En total la alta nobleza aportó 303.000 Ducados.
Pedro llevó en 1553 los presentes del príncipe Felipe II a su prometida la reina de Inglaterra María I Tudor, su tía, anunciando la pronta venida del príncipe Felipe a Inglaterra. Pedro fue recibido por la reina María con gran placencia y fue objeto de agasajos. En 1554 fue nombrado embajador en Inglaterra, sustituyendo a Simon Renard.
Pedro tomó parte en la comitiva del príncipe Felipe II en su viaje a Flandes en 1555 y estuvo presente en la ceremonia de abdicación del emperador Carlos V de todos sus estados a favor de su hijo Felipe, celebrada en el palacio real de Bruselas el 25 de octubre de 1555. La abdicación de los reinos de España tuvo lugar en Bruselas estando presentes todos los españoles de la comitiva el 16 de enero de 1556.
Pedro participó en la comitiva que acompañó a la princesa Isabel de Valois a la ceremonia de las bodas con el rey Felipe II, celebradas en la catedral de Toledo por el arzobispo cardenal Mendoza el 13 de febrero de 1560.
En la Semana Santa de 1562 Pedro y otros caballeros acompañaron al rey Felipe II al monasterio de Guisando, donde después de los oficios religiosos fueron al lugar señalado, donde se construiría el palacio del rey. Felipe II mandó que el lugar se llamase de allí en adelante Real Sitio de San Lorenzo.
Pedro fue nombrado por el rey Felipe II embajador extraordinario en Roma con motivo del fallecimiento del papa Pío IV ocurrido el 8 de diciembre de 1565, para que le informe sobre "los sucesos a esperarse".

## Vida señorial

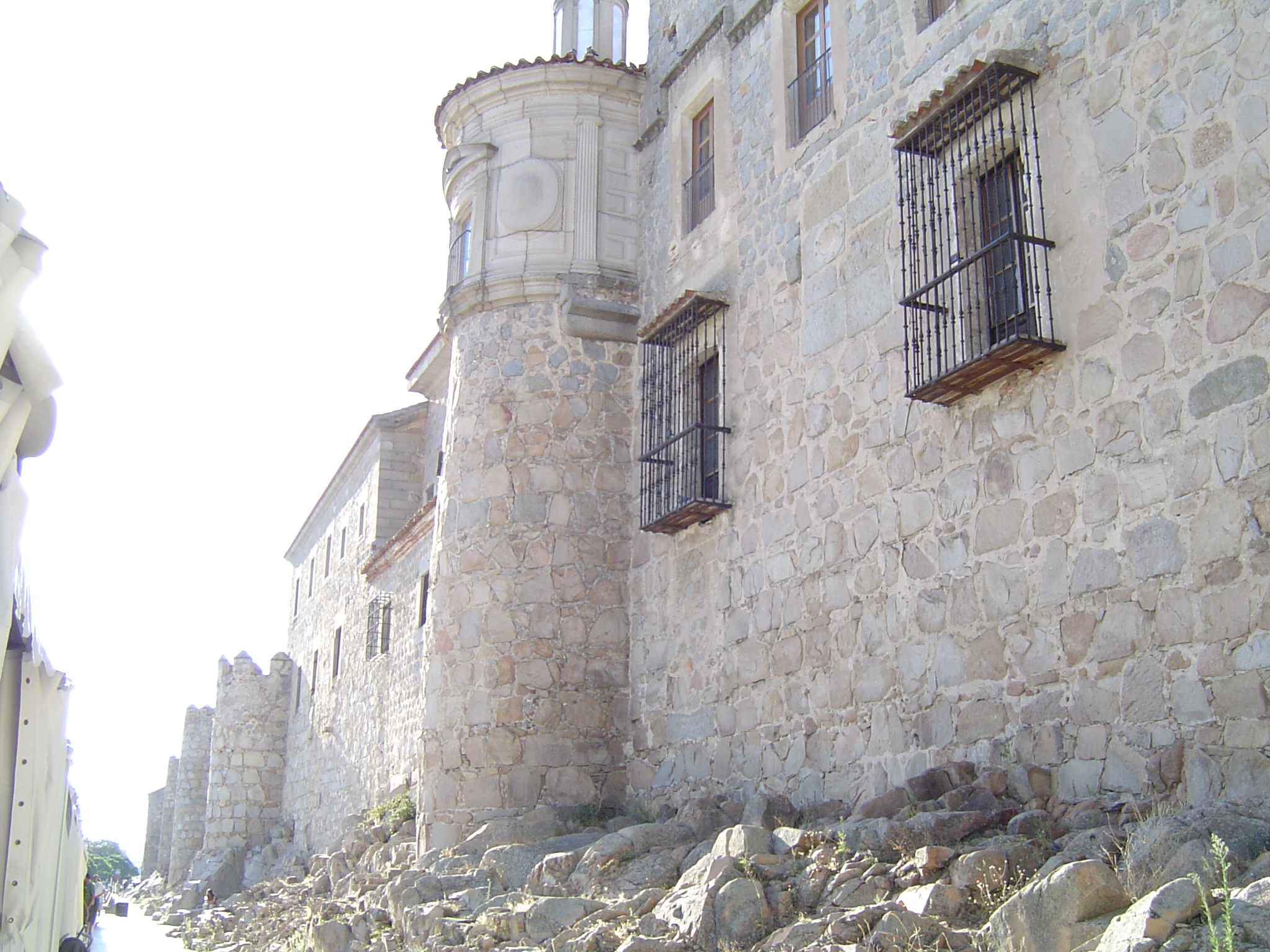
Fachada posterior del Palacio de los Dávila, enclavado en la muralla de la ciudad de Ávila.

Castillo-Palacio de Magalia.

Convento de Santo Domingo y San Pablo.

Sus antepasados construyeron su casa-palacio en Ávila. El palacio es de estilo medieval fortificado, adosado a la muralla de la ciudad, situado en la Plaza de Pedro Dávila, en una de cuyas ventanas abierta en la muralla reza el siguiente lema: "Donde una puerta se cierra, otra se abre", en referencia a la puerta que hizo cerrar la reina Juana a su abuelo, Pedro Dávila "El Viejo", por haberla abierto sin su permiso.
Pedro hizo construir en 1533 sobre vestigios romanos el Castillo-Palacio de Magalia en la villa de Las Navas del Marqués, a 35 km de Ávila. Una inscripción en sus muros, encima de una ventana y bajo un balcón, lleva grabada "MAGALIA QUODAM" ("en otro tiempo casa rústica"), que dio el nombre al lugar. Tiene la apariencia externa de un castillo y el interior de una palacio renacentista. El edificio fue declarado en 1931 Monumento Histórico Artístico; se encuentra hoy en día en buen estado de conservación y es desde 1976 propiedad del Ministerio de Cultura.
En las Navas del Marqués, al lado del palacio, hizo construir en 1540 el Convento de Santo Domingo y San Pablo, que lo donó a la Orden de los Predicadores de Santo Domingo, donde Pedro y su esposa María fueron enterrados.